# 2017年8月中國大陸

## 8月1日
- 庆祝中国人民解放军建军90周年大会在北京人民大会堂举行，中共中央总书记、国家主席、中央军委主席习近平等党和国家领导人出席大会，习近平发表重要讲话，国务院总理李克强主持大会[1]。

## 8月4日
- 淘宝贴出通知宣布整治日文游戏[2]。

## 8月7日
- 位於重慶一棟32層樓的大廈，竟被其中一名1樓住戶擅自開挖地下室，地上15坪的面積，地下竟然挖出了90坪的空間。[3]

## 8月8日
- 四川省阿坝州九寨沟县发生里氏7.0级地震，震源深度20千米。地震造成13人遇难，175人受伤。[4]
- 四川省凉山州普格县普降大雨引发泥石流灾害，造成23人死亡，2人失联，轻伤4人，此外有71间房屋被冲毁。[5]

## 8月9日
- 新疆维吾尔自治区博尔塔拉州精河县的6.6级地震，震源深度11千米。[6]
- 广州地铁直接在网挂出安检服务项目(2017-2020年)招标,投入涉及近26.7亿元,包括采购855台安检设备与1.2万新安检岗位的设置，未向公众正式交待具体内容。[7]

## 8月10日
- 23时34分，陕西省安康市境内，洛阳交通运输集团有限公司一辆车牌号为豫C88858的宇通客车（核载51人，实载49人）自成都驶往洛阳，途经京昆高速公路秦岭一号隧道口时撞向隧道口，车辆严重变形。经初步核实，事故造成36人死亡，13人受伤。[8]

## 8月11日
- 国家网信办指导北京市、广东省网信办分别对腾讯微信、新浪微博、百度贴吧立案，并依法展开调查。根据网民举报，经北京市、广东省网信办初查，3家网站的微信、微博、贴吧平台分别存在有用户传播暴力恐怖、虚假谣言、淫秽色情等危害国家安全、公共安全、社会秩序的信息。3家网站平台涉嫌违反《网络安全法》等法律法规，对其平台用户发布的法律法规禁止发布的信息未尽到管理义务。[9]

## 8月14日
- 南京警方于河南滑县，将12日晚在南京南站公开猥亵女童的男青年段某抓获[10]。

## 8月22日
- 长沙市中级人民法院开庭审理维权律师江天勇涉嫌“煽动颠覆国家政权案”，案件在新浪微博上“全程直播”，江天勇当庭表示“认罪、悔罪”[11]。

## 8月23日
- 台风天鸽于当天12时50分左右在珠海南部沿海登陆，登陆时中心附近最大风力达14级，时速每秒45米[12][13]。

## 8月27日
- 台风帕卡上午9点在广东省台山市东南部沿海登陆，登陆时中心附近最大风力达时速119公里[14]。
- 中华人民共和国第十三届运动会开幕式在天津奥林匹克体育中心体育场举行，为回归体育“本位”，本届运动会不设奖牌榜[15]。

## 8月28日
- 贵州省毕节市纳雍县发生山体滑坡地质灾害，造成1人遇难、37人失踪，2人受伤[16]。
- 印度边防部队从中不边界争议地点洞朗地区撤离，对峙事件正式结束[17]。
- 教育部统一全国义务教育道德与法制、语文、历史三科教材，现行的人教版、粤教版、苏教版、北京版等版本将被逐步取代[18]。

## 8月31日
- 中共中央政治局召开会议，决定于2017年10月18日在北京召开中国共产党第十九次全国代表大会[19]。